# 呂忠翰
呂忠翰（1983年8月5日—），綽號阿果、果果。
職業為木匠，全人中學體育老師，台灣登山家。
多次締造台灣首次無氧登頂紀錄。

## 生平
呂忠翰生長於彰化鹿港，由外公外婆扶養，小名「阿果」。11歲轉學到體制外教育的體制學習（今種籽學苑），高中就讀全人中學畢業，沒上大學。呂忠翰在台北從事木匠行業七年，2011年開始擔任全人中學教師。在學校主要指導戶外冒險教育、生活教育及體育課程。

## 攀登紀錄[3]
本列表列出呂忠翰攀登8,000公尺以上高峰的紀錄。
- 2013年，台灣第一位無氧成功登頂 全球第十三高峰 加舒尔布鲁木二峰G2（Gasherbrum II , 8035m）。
- 2014年，台灣第一位無氧成功登頂 全球第十二高峰 布羅德峰（Broad Peak , 8051m）。
- 2015年，攀登全球第十一高峰，加舒爾布魯木I峰（Gasherbrum I）（8068 m），未登頂。
- 2016年，攀登全球第九高峰 南迦帕爾巴特峰（Nāngā Parbat，8125m），未登頂。
- 2017年，台灣第一位無氧成功登頂 全球第八高峰 馬納斯盧峰（Manaslu , 8163m）。
- 2018年，攀登全球第七高峰道拉吉里峰（Dhaulagiri , 8167m），未登頂。
- 2018年7月9日，台灣第一位無氧成功登頂全球第九高峰 南迦帕尔巴特峰（Nāngā Parbat，8125m）[4]。
- 2019年5月15日，台灣第一位無氧成功登頂全球第五高峰 馬卡魯峰（Makalu，8485m）[5][6]
- 2019年7月17日，呂忠翰和張元植為台灣史上第一隊嘗試無氧攀登世界第二高峰K2峰的隊伍，但由於接近峰頂的雪況不佳，最後攀登至海拔8200m，未登頂。[7][8]
- 2021年4月16日 尼泊爾當地時間13:53，台灣第一位無氧成功登頂 全球第十高峰 安纳布尔纳峰（Annapurna , 8091m）[9][10]。在同一個行程，第二次攀登全球第七高峰道拉吉里峰（Dhaulagiri , 8167m），但過程意外感染了COVID-19，由於肺功能受損，只好撤退轉送醫院。
- 2022年5月5日 台灣第一位無氧成功登頂全球第三高峰干城章嘉峰（ Kanchenjunga, 8586m）[11]。
- 2023年3月21日到5月27日，第三次攀登全球第七高峰道拉吉里峰（Dhaulagiri , 8167m），並與張元植一起探索新路徑，最終抵達7800多公尺，未登頂。[12][13]
- 2023年7月27日，無氧成功登頂全球第二高峰K2峰（K2 , 8611m）。[14]
- 2024年5月12日，第四次攀登全球第七高峰道拉吉里峰（Dhaulagiri , 8167m），攀登到7900多公尺，因天氣不佳，未登頂。[15]
- 2024年5月24日，攀登全球第四高峰洛子峰（Lhotse，8516ｍ），最後200公尺以吸氧氣方式登頂。（23日抵達第四營，呂忠翰持續在當地下午開始攀登，而到了最後約8300公尺左右，因為腳傷，還有身體狀況，選擇以有氧方式完成最後200公尺，也順利完成生涯第9座8000公尺高山的成就。）[16]
- 2025年5月11日，第五次攀登全球第七高峰道拉吉里峰（Dhaulagiri , 8167m），無氧成功登頂。[17][18]

## 著作
1. 《我在這裡，山在那邊：從中央山脈到無氧挑戰K2，七座召喚勇氣的8000m高峰探險》，出版社：麥浩斯 ，2020年，ISBN：9789864085606

## 譯作
1. 《一起去冒險：挑戰世界八大高峰》，原文作者： Robin Jacobs，譯者： 呂忠翰(呂果果)，　繪者： 艾德˙J˙布朗（Ed J Brown），出版社：小木馬出版，2025年，ISBN：9786267626153

## 影片
財團法人公共電視文化事業基金會拍攝《群山之島與不去會死的他們》（lsland Of Mountains : Believe it or not. This is Taiwan!!!）紀錄片，
呂忠翰為第二季第一集【來自八千米的無氧告白】主角，播出時間為2023年6月29日 週四 晚上21:00。